# Hochhaus Herrengasse
Das Hochhaus Herrengasse in der Herrengasse 6–8, Fahnengasse 2 und Wallnerstraße 5–7 im 1. Wiener Gemeindebezirk war zum Zeitpunkt seiner Errichtung 1932 das höchste Wohngebäude in Wien. Außerdem war es nach dem 1827 errichteten Kornhäuselturm das zweite Wiener Hochhaus gemäß der aktuellen Definition der Bauordnung von Wien, welche eine unüblich hohe Mindesthöhe von 35 m vorschreibt.

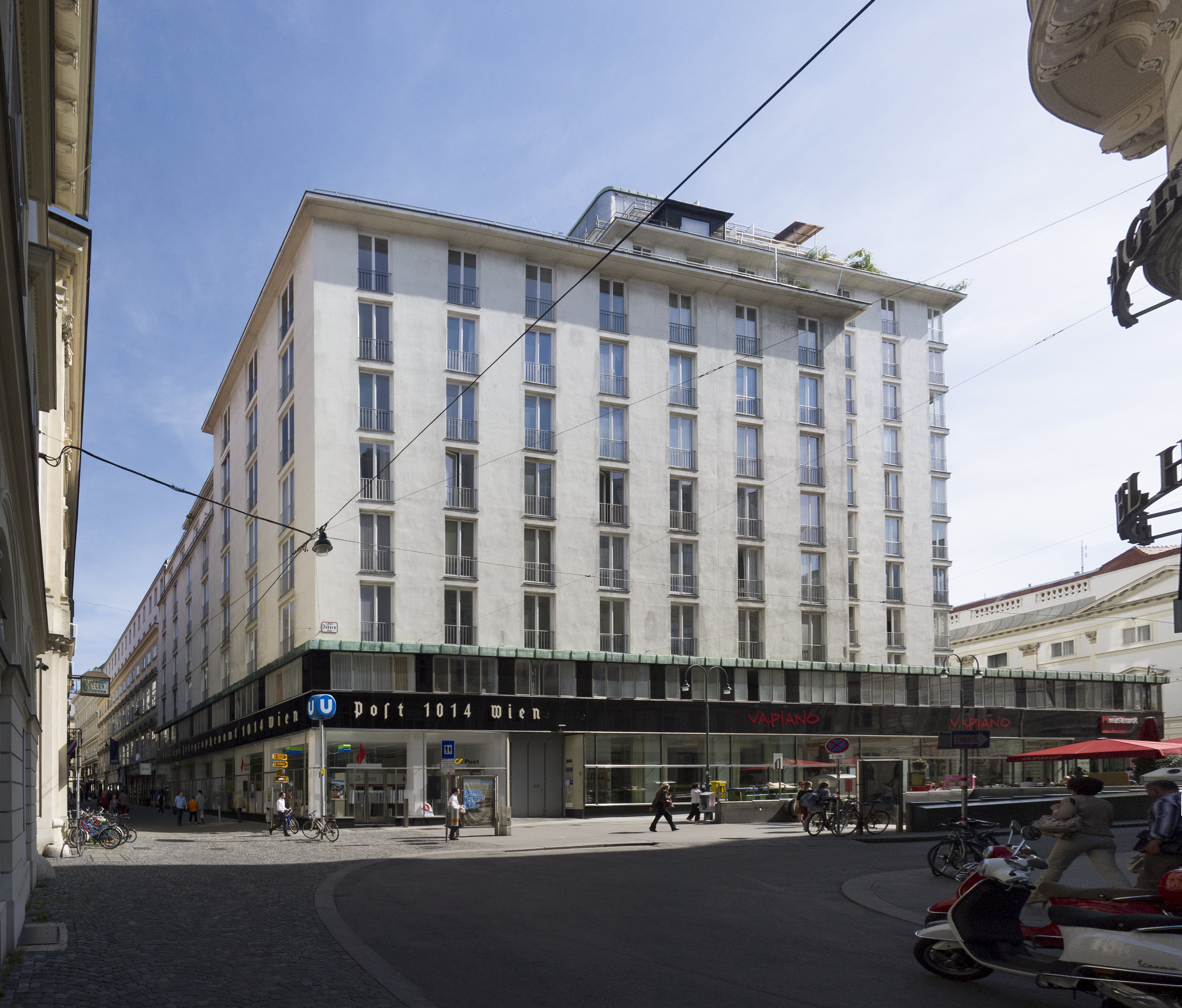
Von hier durch die Terrassierung kaum als Hochhaus zu erkennen

## Geschichte

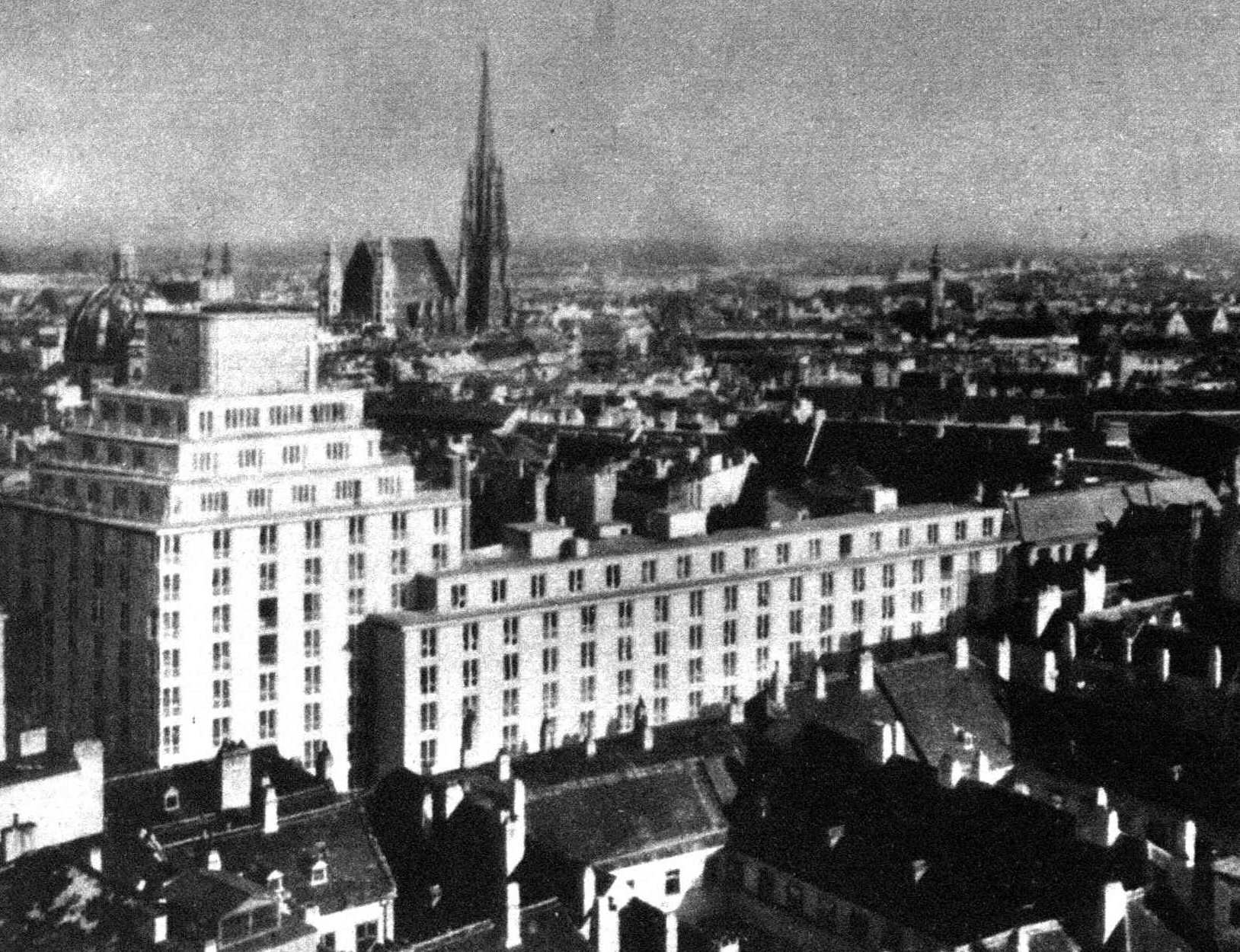
Aufnahme 1932

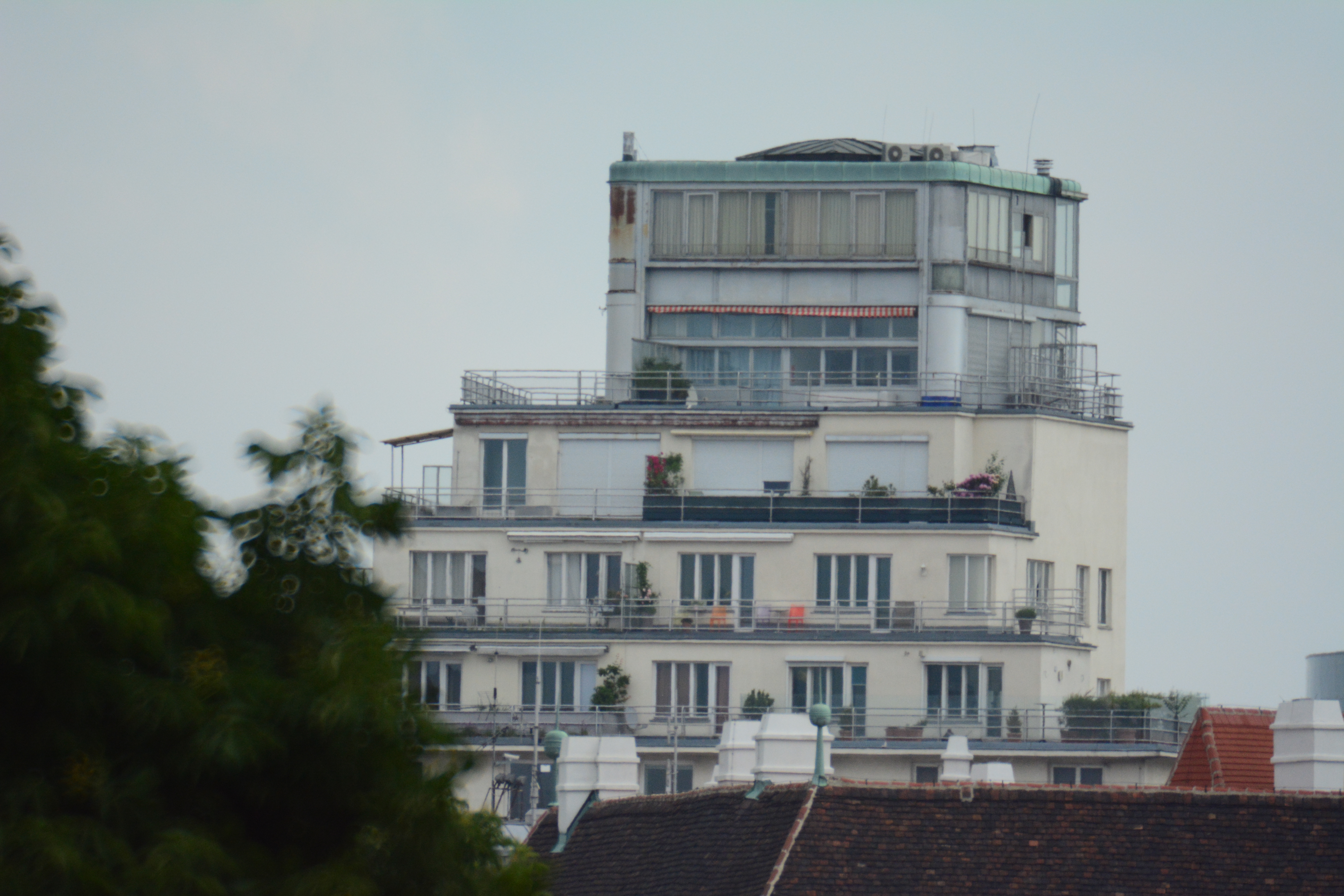
Das „unsichtbare“ Hochhaus Herrengasse

Das Hochhaus Herrengasse wurde nach den Plänen der Architekten Siegfried Theiss und Hans Jaksch und den statischen Berechnungen von Rudolf Saliger zwischen 1931 und 1932 auf dem seit dem 1913 erfolgten Abbruch des Palais Liechtenstein ungenutzten Bauplatz errichtet, der in dieser Zeit mehrfach den Eigentümer gewechselt hatte und zuletzt ins Eigentum des Oesterreichischen Creditinstituts für öffentliche Unternehmen und Arbeiten gekommen war.
Im Februar 1930 erfolgte die Projekteinreichung bei der Baubehörde, am 22. Februar 1930 fand die kommissionelle Vorortverhandlung statt. Nachdem am 28. März 1931 die Baubewilligung erteilt wurde und am 3. April 1931 das Bundesministerium für soziale Verwaltung den Bundeszuschuss gemäß dem Wohnbauförderungsgesetz gewährt hatte, begann noch im gleichen Monat die Baufirma N. Rella & Neffe Bau AG mit den Arbeiten. Ebenfalls 1931 wurde vom Österreichischen Credit-Institut für Verkehrsunternehmungen und öffentliche Arbeiten die Herrengasse Wohnbau Aktiengesellschaft gegründet.
Der Plan, in der Wiener Innenstadt in der Nähe des Stephansdoms ein Hochhaus zu errichten, war umstritten. Der Architekt Albert Linschütz rief in einer Zeitung der Stadt zum Widerstand gegen den Bau auf und erhielt unter anderem Unterstützung von Josef Frank, der ebenfalls Bedenken wegen des Stadtbilds hatte. Anderen wiederum war es sogar noch zu niedrig und die Zeitungen nannten es zum Teil scherzhaft „Hochhäuserl“. Oskar Strnad etwa forderte ein mindestens 200 Meter hohes Hochhaus.
Achleitner fasst die Debatte so zusammen: Die Bezeichnung „Hochhaus“ wurde schon während der Bauzeit angezweifelt, für die Wiener ein Grund mehr, darauf zu beharren.
Nach den 18 Monate dauernden Bauarbeiten wurde am 17. November 1932 das Haus in Anwesenheit von Bundespräsident Wilhelm Miklas eingeweiht. Ende 1932 zogen bereits die ersten Mieter ein.
Mit Stand 1. Oktober 2018 ist das Haus immer noch in Familienbesitz.

## Prestigeobjekt

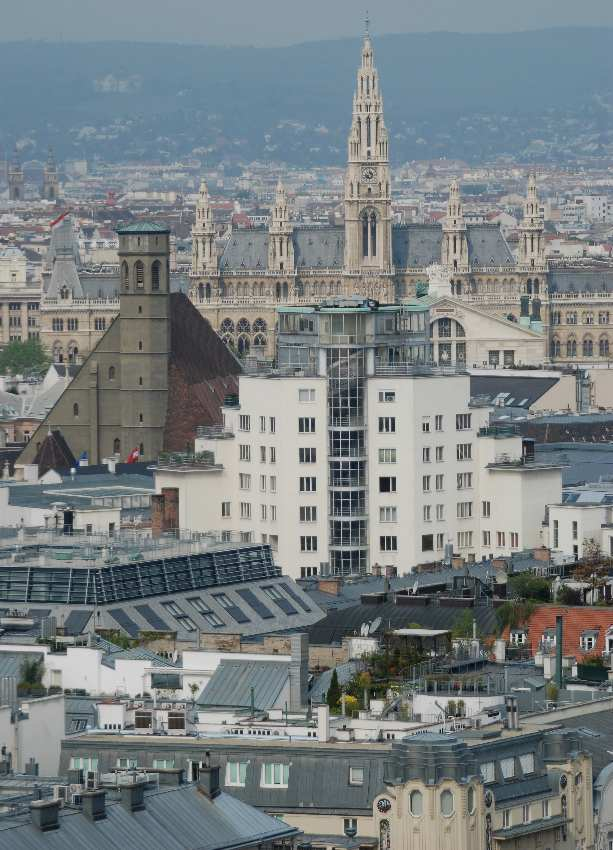
Hochhaus Herrengasse mit Minoritenkirche und Rathaus

Die Errichtung des rund 50 Meter hohen Hauses in der Herrengasse in Wien bedeutete einen Prestigeerfolg für die christlich-soziale Staatsregierung, die die Errichtung des Gebäudes gefördert hatte, nachdem die sozialdemokratische Stadtregierung mit der Errichtung eines Gemeindebaus in Form eines Hochhauses im 9. Wiener Gemeindebezirk Alsergrund gescheitert war. Erst nach der Zäsur des Zweiten Weltkriegs kam es in Wien zum Bau weiterer Hochhäuser: das erste unter sozialdemokratischer Herrschaft in Wien errichtete Hochhaus war der Ringturm – ein Bürohaus – und kurz danach das Matzleinsdorfer Hochhaus als Bestandteil des Theodor-Körner-Hofs, eines Gemeindebaus.

## Architektur
Der Bau wurde auf einer 2,5 Meter dicken Stahlbetonfundamentplatte errichtet, ist mit Hohlziegeln ausgemauert und mit Korkplatten isoliert.
Der niedrige Bauteil mit neun Stockwerken wurde in Form einer Blockrandbebauung als Eisenbetonskelettbau mit zwei Innenhöfen errichtet. Der Fahnengasse zu befindet sich das 16 Geschoße hohe Stahlskelett-Hochhaus, welches wegen der Abtreppung über dem 12. Stockwerk aus der Nähe nicht als solches auffällt. Die obersten drei Etagen des 16-stöckigen Turms waren verglast und dienten ab 1935 einem Kaffee-Restaurant und Tanzcafé. Ende der 1960er Jahre wurden diese Räume in Wohnungen umgewandelt.
Der im Hof befindliche Trakt entstand in traditioneller Ziegelbauweise. Er beherbergte neben den Waschküchen auch die Heizanlagen für die zentrale Warmwasserheizung und die Warmwasserbereitung.
Eine Neuerung im Wiener Wohnbau war die Ausstattung der Wohnungen mit Elektroherden, wofür die Gemeinde Wien einen eigenen Stromtarif erließ.
Das Gebäude ist mit Schnellaufzügen ausgestattet und umfasste ursprünglich 224 Wohnungen, 120 davon für Familien mit zwei bis vier Wohnräumen und einem Zimmer für ein Dienstmädchen und 104 für Junggesellen, Geschäfte im Erdgeschoß und im darüber liegenden Stockwerk Büros und Arztpraxen.

## Bewohner

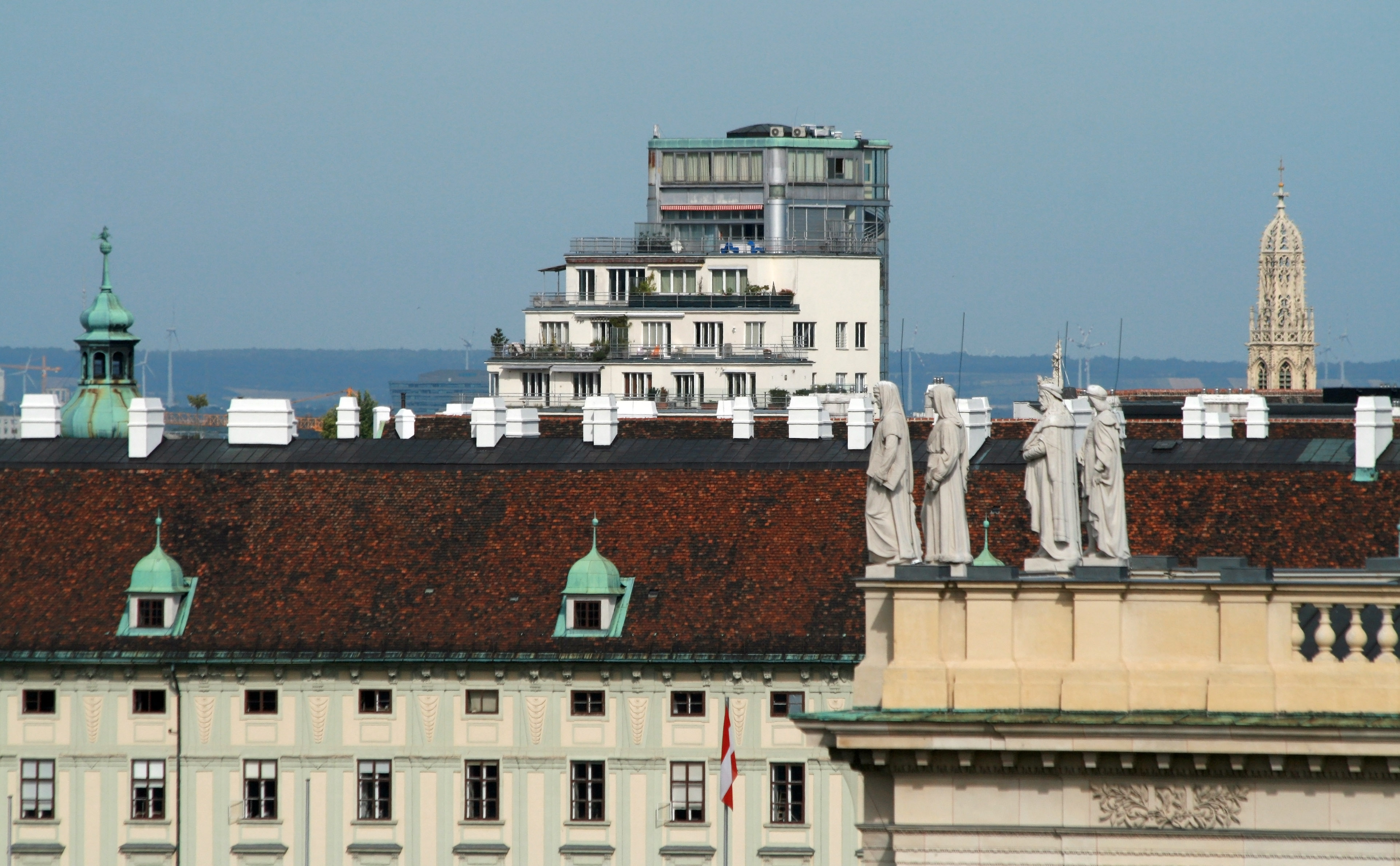
Die obersten Etagen des Hochhauses in der Herrengasse, davor die Hofburg und das Kunsthistorische Museum (2012)

Zwar hatte der Staat den Bau gefördert, trotzdem waren die Mieten hoch. Dies machte das Hochhaus zu einer noblen Wohnadresse, wo vor allem Schauspieler des nahen Burgtheaters anzutreffen waren.
Einige Bewohner waren bzw. sind:
- Essad Bey (alias Lev Abramovic Nussimbaum alias Kurban Said)[7]
- Otto Tressler
- Franz Theodor Csokor
- Max Fellerer
- Hans Jaray
- Curd Jürgens
- Irene Kafka
- Harald Leupold-Löwenthal
- Susi Nicoletti
- Christian Rainer
- Albin Skoda
- Oskar Werner
- Elisabeth Kallina
- Sena Jurinac
- Paul Richter
- Paula Wessely
- Heinz Woester
- Gusti Wolf
- Gerald Matt[8]
- Daniel Kehlmann
- Pavel Kohout
- Christoph Waltz
- Adolf Krischanitz
- Rudolf Klingohr, Liftboy und Filmproduzent[3]
- Gunther Philipp

## Literarischer Schauplatz
Das Hochhaus Herrengasse war Schauplatz des Romans „Morgen ist alles besser“ von Annemarie Selinko aus dem Jahr 1938.

## Malerei
Das Bild Blick auf den Stephansdom vom ersten Wiener Hochhaus von Otto Rudolf Schatz wurde unter Denkmalschutz gestellt.

## Trivia
2016 und 2018 war das Hochhaus Herrengasse Teil der Veranstaltung Open House Wien, wodurch es möglich war, auch Nicht-Bewohnern Zugang zum Hochhaus zu gewähren. Seit 2012 gibt es im Rondell vor dem Haupteingang an der Ecke von Herrengasse und Fahnengasse eine Espressobar.